# 918

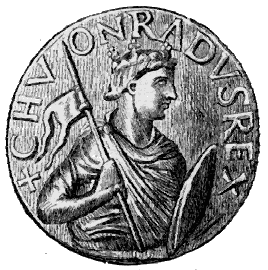
Koning Koenraad I (ca. 881 – 918)

Het jaar 918 is het 18e jaar in de 10e eeuw volgens de christelijke jaartelling.

## Gebeurtenissen

### Brittannië
- Zomer – Æthelflæd, heerseres en vrouwe (lady) van Mercia, overlijdt in Tamworth tijdens gevechten tegen de Deense Vikingen. Haar broer, koning Eduard de Oudere van Wessex verovert Stamford (een van de versterkte steden (burhs) in het Danelaw-gebied) en verenigt de afzonderlijke koninkrijken. Eduard voert meerdere expedities tegen Scandinavisch York (Noord-Engeland).

### Europa
- 10 september – Boudewijn II, graaf van Vlaanderen, overlijdt na een bewind van 39 jaar. Arnulf I volgt zijn vader op en erft het grootste (noordelijke) deel van het graafschap. Zijn broer Adalolf I krijgt het zuidelijke deel toegewezen en wordt benoemd tot graaf van Boulogne. Arnulf voert meerdere campagnes en breidt zijn grondgebied verder uit tot aan de rivier de Somme.
- 23 december – Koning Koenraad I overlijdt in Weilburg aan zijn verwondingen (opgelopen in een veldslag tegen de Magyaren) na een regeerperiode van 7 jaar. Op zijn sterfbed wijst hij Hendrik de Vogelaar, de hertog van Saksen, aan als troonopvolger van het Oost-Frankische Rijk. Zijn broer Everhard III (reeds benoemd als markgraaf) wordt geïnstalleerd als hertog van Franken.

### Azië
- Stichting van de Goryeo-dynastie (918 – 1392) in Korea. Het koninkrijk (een vazalstaat van het Chinese Keizerrijk) maakt Kaesŏng tot de nieuwe hoofdstad.

## Religie
- Balderik vestigt zich als opvolger van bisschop Radboud (die vorig jaar is overleden) opnieuw in Utrecht. Dit is mogelijk dankzij de steun van zijn vader Ricfried (voormalig graaf van Betuwe) en andere Frankische edelen.

## Overleden
- 6 juli - Willem I (43), hertog van Aquitanië
- 10 september - Boudewijn II, graaf van Vlaanderen
- 23 december - Koenraad I, koning van het Oost-Frankische Rijk
- Æthelflæd, heerseres en vrouwe (lady) van Mercia
- Odo van Toulouse, Frankisch graaf